# Copa da Liga Inglesa de 2023–24
A Copa da Liga Inglesa de 2023–24 (2023–24 EFL Cup), foi a 64ª edição do torneio, também conhecida por Carabao Cup por motivos de patrocínio. 
A competição foi aberta a todos os clubes participantes da Premier League e da English Football League.
O vencedor da competição se classificou para a rodada de play-offs da edição posterior da Liga Conferência Europa da UEFA.
O Manchester United se sagrou campeão pela 6ª vez, vencendo o Newcastle United na temporada anterior, e vinha para defender seu título, mas foram eliminados pelo próprio Newcastle nas oitavas de final.
O Liverpool foi o campeão após derrotar o Chelsea por 1-0 na prorrogação, no dia 25 de fevereiro de 2024. O time volta a vencer a Copa da Liga após 2 temporadas.

## Participantes
Todos os 92 clubes na Premier League de 2023–24 e na Liga Inglesa de Futebol na temporada participam da Copa da Liga Inglesa desta temporada. As vagas são distribuídas através do top 4 ligas do sistema de ligas do futebol inglês.
Na primeira rodada, 22 dos 24 clubes da EFL Championship, e todos da EFL League One e da EFL League Two entram.
|                             | Clubes que entram nessa rodada                                                                                  | Clubes que avançaram da rodada anterior | Nº de jogos     | Data                                                     |
| --------------------------- | --- | --------------------------------------- | --------------- | -------------------------------------------------------- |
| 1ª rodada (70 clubes)       | - 24 clubes da EFL League Two - 24 clubes da EFL League One - 22 Clubes da EFL Championship                     | - N/A                                   | 35              | 7 de agosto de 2023                                      |
| 2ª rodada (50 clubes)       | - 2 clubes da EFL Championship - 13 clubes da Premier League (que não estejam disputando competições europeias) | - 35 vencedores da rodada anterior      | 25              | 28 de agosto de 2023                                     |
| 3ª rodada (32 clubes)       | - 7 clubes da Premier League (envolvidos em competições europeias)                                              | - 25 vencedores da rodada anterior      | 16              | 25 de setembro de 2023                                   |
| 4ª rodada (16 clubes)       | - N/A | - 16 vencedores da rodada anterior      | 8               | 30 de outubro de 2023                                    |
| Quartas-de-final (8 clubes) | - N/A | - 8 vencedores da rodada anterior       | 4               | 18 de dezembro de 2023                                   |
| Semi-finais (4 clubes)      | - N/A | - 4 vencedores das quartas-de-final     | 4 (ida e volta) | 8 de janeiro de 2024 (ida) 21 de janeiro de 2024 (volta) |
| Final                       | - N/A | - 2 vencedores das semi-finais          | 1               | 25 de fevereiro de 2024                                  |

## Primeira rodada
No total, 70 clubes jogaram a primeira rodada: 24 da League Two (4º divisão) e da League One (3º divisão), e 22 da Championship (2º divisão). 
| Partidas                           | Partidas            | Partidas      | Partidas             | Partidas                              |
| Data e horário                     | Mandante            | Placar        | Visitante            | Local                                 |
| ---------------------------------- | ------------------- | ------------- | -------------------- | ------------------------------------- |
| 8 de agosto de 2023 19:00 (UTC+3)  | Huddersfield Town   | 2-3           | Middlesbrough        | John Smith's Stadium, Huddersfield    |
| 8 de agosto de 2023 19:30 (UTC+3)  | Mansfield Town      | 2-0           | Grimsby Town         | One Call Stadium, Mansfield           |
| 8 de agosto de 2023 19:30 (UTC+3)  | Newport County      | 3-1           | Charlton Athletic    | Rodney Parade, Newport                |
| 8 de agosto de 2023 19:30 (UTC+3)  | Peterborough United | 1-1 (4-1 pen) | Swindon Town         | Weston Homes Stadium, Peterborough    |
| 8 de agosto de 2023 19:30 (UTC+3)  | Swansea City        | 3-0           | Northamptom Town     | Swansea.com Stadium, Swansea          |
| 8 de agosto de 2023 19:45 (UTC+3)  | Accrington Stanley  | 1-1 (1-4 pen) | Bradford City        | The Crown Ground, Accrington          |
| 8 de agosto de 2023 19:45 (UTC+3)  | Barnsley            | 2-2 (6-7 pen) | Tranmere Rovers      | Oakwell Ground, Barnsley              |
| 8 de agosto de 2023 19:45 (UTC+3)  | Blackburn Rovers    | 4-3           | Walsall              | Ewood Park, Blackburn                 |
| 8 de agosto de 2023 19:45 (UTC+3)  | Bolton Wanderers    | 1-0           | Barrow               | University of Bolton Stadium, Horwich |
| 8 de agosto de 2023 19:45 (UTC+3)  | Cheltenham Town     | 0-2           | Birmingham City      | Whaddon Road, Cheltenham              |
| 8 de agosto de 2023 19:45 (UTC+3)  | Derby County        | 0-2           | Blackpool            | Pride Park Stadium, Derby             |
| 8 de agosto de 2023 19:45 (UTC+3)  | Exeter City         | 2-1           | Crawley Town         | St James Park, Exeter                 |
| 8 de agosto de 2023 19:45 (UTC+3)  | Forest Green Rovers | 1-3           | Portsmouth           | The New Lawn, Nailsworth              |
| 8 de agosto de 2023 19:45 (UTC+3)  | Gillingham          | 3-1           | Southampton          | Priestfield Stadium, Gillingham       |
| 8 de agosto de 2023 19:45 (UTC+3)  | Harrogate Town      | 1-0           | Carlisle United      | Wetherby Road, Harrogate              |
| 8 de agosto de 2023 19:45 (UTC+3)  | Hull City           | 1-2           | Doncaster Rovers     | MKM Stadium, Hull                     |
| 8 de agosto de 2023 19:45 (UTC+3)  | MK Dons             | 0-2           | Wycombe Wanderers    | Stadium MK, Bletchley                 |
| 8 de agosto de 2023 19:45 (UTC+3)  | Milwall             | 0-4           | Reading              | The Den, Londres                      |
| 8 de agosto de 2023 19:45 (UTC+3)  | Notts County        | 0-2           | Lincoln City         | Meadown Lane, Nottingham              |
| 8 de agosto de 2023 19:45 (UTC+3)  | Plymouth Argyle     | 2-0           | Leyton Orient        | Home Park, Plymouth                   |
| 8 de agosto de 2023 19:45 (UTC+3)  | Port Vale           | 3-2           | Fleetwood Town       | Vale Park, Burslem                    |
| 8 de agosto de 2023 19:45 (UTC+3)  | Preston North End   | 2-2 (2-4 pen) | Salford City         | Deepdale, Preston                     |
| 8 de agosto de 2023 19:45 (UTC+3)  | Rotherham United    | 1-1 (4-2 pen) | Morecambe            | New York Stadium, Rotterham           |
| 8 de agosto de 2023 19:45 (UTC+3)  | Sheffield Wednesday | 1-1 (4-1 pen) | Stockport County     | Hillsborough Stadium, Sheffield       |
| 8 de agosto de 2023 19:45 (UTC+3)  | Stevenage           | 1-1 (4-3 pen) | Watford              | Lamex Stadium, Stevenage              |
| 8 de agosto de 2023 19:45 (UTC+3)  | Stoke City          | 2-1           | West Bromwich Albion | bet365 Stadium, Stoke                 |
| 8 de agosto de 2023 19:45 (UTC+3)  | Sunderland          | 1-1 (3-5 pen) | Crewe Alexandra      | Stadium of Light, Sunderland          |
| 8 de agosto de 2023 19:45 (UTC+3)  | Sutton United       | 2-2 (6-5 pen) | Cambridge United     | Gander Green Lane, Londres            |
| 9 de agosto de 2023 19:45 (UTC+3)  | Wrexham AFC         | 0-0 (4-2 pen) | Wigan Athletic       | Racecourse Ground, Wrexham            |
| 9 de agosto de 2023 19:45 (UTC+3)  | AFC Wimbledon       | 2-1           | Coventry City        | Plough Lane, Merton                   |
| 9 de agosto de 2023 19:45 (UTC+3)  | Bristol City        | 5-1           | Oxford United        | Ashton Gate Stadium, Bristol          |
| 9 de agosto de 2023 19:45 (UTC+3)  | Cardiff City        | 2-2 (3-0 pen) | Colchester United    | Cardiff City, Cardiff                 |
| 9 de agosto de 2023 19:45 (UTC+3)  | Ipswich Town        | 2-0           | Bristol Rovers       | Portman Road, Ipswich                 |
| 9 de agosto de 2023 19:45 (UTC+3)  | Leeds United        | 2-1           | Shrewsbury Town      | Elland Road, Leeds                    |
| 9 de agosto de 2023 20:00 (UTC+3)  | Burton Albion       | 0-2           | Leicester City       | Pirelli Stadium, Burton upon Trent    |
| 16 de agosto de 2023 19:45 (UTC+3) | Queens Park Rangers | 0-1           | Norwich City         | Loftus Road Stadium, Londres          |

## Segunda rodada
No total, 48 clubes participam da segunda rodada: os 36 vencedores da rodada anterior e os 12 clubes da Premier League que não participam de competições continentais na temporada.
| Partidas                           | Partidas            | Partidas    | Partidas            | Partidas                              |
| Data e horário                     | Mandante            | Placar      | Visitante           | Local                                 |
| ---------------------------------- | ------------------- | ----------- | ------------------- | ------------------------------------- |
| 29 de agosto de 2023 19:45 (UTC+3) | Swansea City        | 2–3         | Bournemouth         | Swansea.com Stadium, Swansea          |
| 29 de agosto de 2023 19:45 (UTC+3) | Fulham              | 1–1 (5–3 p) | Tottenham Hotspur   | Craven Cottage, Londres               |
| 29 de agosto de 2023 19:45 (UTC+3) | Tranmere Rovers     | 0–2         | Leicester City      | Prenton Park, Birkenhead              |
| 29 de agosto de 2023 19:45 (UTC+3) | Wolverhampton       | 5–0         | Blackpool           | Molineux Stadium, Wolverhampton       |
| 29 de agosto de 2023 19:45 (UTC+3) | Plymouth Argyle     | 2–4         | Crystal Palace      | Home Park, Plymouth                   |
| 29 de agosto de 2023 19:45 (UTC+3) | Newport County      | 1–1 (0–3 p) | Brentford           | Rodney Parade, Newport                |
| 29 de agosto de 2023 19:45 (UTC+3) | Bristol City        | 0–1         | Norwich City        | Ashton Gate Stadium, Bristol          |
| 29 de agosto de 2023 19:45 (UTC+3) | Wrexham             | 1–1 (3–4 p) | Bradford City       | Racecourse Ground, Wrexham            |
| 29 de agosto de 2023 19:45 (UTC+3) | Luton Town          | 3–2         | Gillingham          | Kenilworth Road, Luton                |
| 29 de agosto de 2023 19:45 (UTC+3) | Bolton Wanderers    | 1–3         | Middlesbrough       | University of Bolton Stadium, Horwich |
| 29 de agosto de 2023 19:45 (UTC+3) | Birmingham City     | 1–3         | Cardiff City        | St. Andrew's Stadium, Birmingham      |
| 29 de agosto de 2023 19:45 (UTC+3) | Sheffield Wednesday | 1–1 (4–5 p) | Mansfield Town      | Hillsborough Stadium, Sheffield       |
| 29 de agosto de 2023 19:45 (UTC+3) | Stoke City          | 6–1         | Rotherham United    | bet365 Stadium, Stoke                 |
| 29 de agosto de 2023 19:45 (UTC+3) | Portsmouth          | 1–1 (4–5 p) | Peterborough United | The New Lawn, Nailsworth              |
| 29 de agosto de 2023 19:45 (UTC+3) | Exeter City         | 1–1(5–3 p)  | Stevenage           | Saint James Park, Exeter              |
| 29 de agosto de 2023 19:45 (UTC+3) | Wycombe Wanderers   | 0–1         | Sutton United       | Adams Park, Wycombe                   |
| 29 de agosto de 2023 19:45 (UTC+3) | Port Vale           | 0–0(2–0 p)  | Crewe Alexandra     | Vale Park, Burslem                    |
| 29 de agosto de 2023 20:00 (UTC+3) | Salford City        | 1–1(9–8 p)  | Leeds United        | Peninsula Stadium, Salford            |
| 29 de agosto de 2023 20:00 (UTC+3) | Reading             | 2–2(1–3 p)  | Ipswich Town        | Select Car Leasing Stadium, Reading   |
| 30 de agosto de 2023 19:45 (UTC+3) | Chelsea             | 2–1         | AFC Wimbledon       | Stamford Bridge, Londres              |
| 30 de agosto de 2023 19:45 (UTC+3) | Nottingham Forest   | 0–1         | Burnley             | City Ground, Nottingham               |
| 30 de agosto de 2023 19:45 (UTC+3) | Sheffield United    | 0–0(2–3 p)  | Lincoln City        | Bramall Lane, Sheffield               |
| 30 de agosto de 2023 19:45 (UTC+3) | Harrogate Town      | 0–8         | Blackburn Rovers    | Wetherby Road, Harrogate              |
| 30 de agosto de 2023 20:00 (UTC+3) | Doncaster Rovers    | 1–2         | Everton             | Eco-Power Stadium, Doncaster          |

## Terceira rodada
No total, 32 clubes jogaram a terceira rodada. Arsenal, Newcastle United, Liverpool, Manchester City, Manchester United, Brighton e Aston Villa entraram nesta rodada devido às suas participações na Liga dos Campeões da UEFA de 2023-24, na Liga Europa da UEFA de 2023-24 e na Liga Conferência Europa da UEFA de 2023-24. 
| Partidas                             | Partidas          | Partidas     | Partidas            | Partidas                                  |
| Data e horário                       | Mandante          | Placar       | Visitante           | Local                                     |
| ------------------------------------ | ----------------- | ------------ | ------------------- | ----------------------------------------- |
| 26 de setembro de 2023 19:45 (UTC+3) | Newcastle         | 1-0          | Manchester City     | St. James Park, Newcastle upon Tyne       |
| 26 de setembro de 2023 19:45 (UTC+3) | Manchester United | 3-0          | Crystal Palace      | Old Trafford, Trafford, Grande Manchester |
| 26 de setembro de 2023 19:45 (UTC+3) | Liverpool         | 3-1          | Leicester City      | Anfield, Liverpool                        |
| 26 de setembro de 2023 19:45 (UTC+3) | Chelsea           | 1-0          | Brighton            | Stamford Brigde, Londres                  |
| 26 de setembro de 2023 19:45 (UTC+3) | Brentford         | 0-1          | Arsenal             | Gtech Community Stadium, Londres          |
| 26 de setembro de 2023 19:45 (UTC+3) | Aston Villa       | 1-2          | Everton             | Villa Park, Birmingham                    |
| 26 de setembro de 2023 19:45 (UTC+3) | Lincoln City      | 0-1          | West Ham            | LNER Stadium, Lincoln                     |
| 26 de setembro de 2023 19:45 (UTC+3) | Fulham            | 2-1          | Norwich City        | Craven Cottage, Londres                   |
| 26 de setembro de 2023 19:45 (UTC+3) | Ipswich Town      | 3-2          | Wolverhampton       | Portman Road, Ipswich                     |
| 26 de setembro de 2023 19:45 (UTC+3) | Salford City      | 0-4          | Burnley             | Peninsula Stadium, Salford                |
| 26 de setembro de 2023 19:45 (UTC+3) | Bournemouth       | 2-0          | Stoke City          | Vitality Stadium, Bournemouth             |
| 26 de setembro de 2023 19:45 (UTC+3) | Exeter City       | 1-0          | Luton Town          | St James Park, Exeter                     |
| 26 de setembro de 2023 19:45 (UTC+3) | Blackburn Rovers  | 5-2          | Cardiff City        | Ewood Park, Blackburn                     |
| 26 de setembro de 2023 19:45 (UTC+3) | Bradford City     | 0-2          | Middlesbrough       | Valley Parade, Bradford                   |
| 26 de setembro de 2023 19:45 (UTC+3) | Mansfield Town    | 2-2(3-1 pen) | Peterborough United | One Call Stadium, Mansfield               |
| 26 de setembro de 2023 19:45 (UTC+3) | Port Vale         | 2-1          | Sutton United       | Vale Park, Burslem                        |

## Quarta rodada
Um total de 16 equipes jogaram na quarta rodada. A equipe do Mansfield Town, da League Two, foi o time com a classificação mais baixa no sorteio.
| Partidas                            | Partidas          | Partidas | Partidas         | Partidas                                  |
| Data e horário                      | Mandante          | Placar   | Visitante        | Local                                     |
| ----------------------------------- | ----------------- | -------- | ---------------- | ----------------------------------------- |
| 31 de outubro de 2023 19:45 (UTC+3) | Manchester United | 0x3      | Newcastle        | Old Trafford, Trafford, Grande Manchester |
| 31 de outubro de 2023 19:45 (UTC+3) | Bournemouth       | 1x2      | Liverpool        | Vitality Stadium, Bournemouth             |
| 31 de outubro de 2023 19:45 (UTC+3) | West Ham          | 3x1      | Arsenal          | Estádio Olímpico de Londres, Londres      |
| 31 de outubro de 2023 19:45 (UTC+3) | Chelsea           | 2x0      | Blackburn Rovers | Stamford Brigde, Londres                  |
| 31 de outubro de 2023 19:45 (UTC+3) | Everton           | 3x0      | Burnley          | Goodinson Park, Liverpool                 |
| 31 de outubro de 2023 19:45 (UTC+3) | Ipswich Town      | 1x3      | Fulham           | Portman Road, Ipswich                     |
| 31 de outubro de 2023 19:45 (UTC+3) | Exeter City       | 2x3      | Middlesbrough    | St James Park, Exeter                     |
| 31 de outubro de 2023 19:45 (UTC+3) | Mansfield Town    | 0x1      | Port Vale        | One Call Stadium, Mansfield               |

## Quartas de final
Um total de 8 equipes jogaram as quartas-de-final. O Port Vale, da League One, foi o time com a pior classificação no sorteio, que aconteceu no dia 1o. de Novembro.
| Partidas                             | Partidas  | Partidas      | Partidas      | Partidas                  |
| Data e horário                       | Mandante  | Placar        | Visitante     | Local                     |
| ------------------------------------ | --------- | ------------- | ------------- | ------------------------- |
| 19 de dezembro de 2023 19:45 (UTC+3) | Everton   | 1x1           | Fulham        | Goodison Park, Liverpool  |
| 19 de dezembro de 2023 19:45 (UTC+3) | Port Vale | 0x3           | Middlesbrough | Vale Park, Stoke-on-Trent |
| 19 de dezembro de 2023 20:00 (UTC+3) | Chelsea   | 1x1 (4x2 pen) | Newcastle     | Stamford Bridge, Londres  |
| 20 de dezembro de 2023 20:00 (UTC+3) | Liverpool | 5x1           | West Ham      | Anfield, Liverpool        |

## Semifinais
Um total de quatro equipes disputaram as semifinais. O Middlesbrough, da Championship, foi o time com a pior classificação no sorteio, que aconteceu no dia 20 de Dezembro
| Jogos de Ida                        | Jogos de Ida  | Jogos de Ida | Jogos de Ida | Jogos de Ida                 |
| ----------------------------------- | ------------- | ------------ | ------------ | ---------------------------- |
| Data e horário                      | Mandante      | Placar       | Visitante    | Local                        |
| 09 de janeiro de 2024 20:00 (UTC+3) | Middlesbrough | 1x0          | Chelsea      | Riverside Stadium, Liverpool |
| 10 de janeiro de 2024 20:00 (UTC+3) | Liverpool     | 2x1          | Fulham       | Anfield, Liverpool           |

| Jogos de Volta                      | Jogos de Volta | Jogos de Volta | Jogos de Volta | Jogos de Volta           |
| ----------------------------------- | -------------- | -------------- | -------------- | ------------------------ |
| Data e horário                      | Mandante       | Placar         | Visitante      | Local                    |
| 23 de janeiro de 2024 20:00 (UTC+3) | Chelsea        | 6x1            | Middlesbrough  | Stamford Bridge, Londres |
| 24 de janeiro de 2024 20:00 (UTC+3) | Fulham         | 1x1            | Liverpool      | Craven Cottage, Fullham  |

O Chelsea acabou vencendo por 6x1 no agregado e o Liverpool por 2x1.

## Final
A partida final foi marcada para ser disputada no Estádio Wembley, em jogo único, em Londres, no dia 25 de Fevereiro.
| Data e Horário                        | Mandante | Placar | Visitante | Local                    |
| ------------------------------------- | -------- | ------ | --------- | ------------------------ |
| 25 de Fevereiro de 2024 13:00 (UTC+3) | Chelsea  | 0x1    | Liverpool | Wembley Stadium, Londres |

## Artilharia
| Classificação | Jogador       | Clube         | Gols |
| ------------- | ------------- | ------------- | ---- |
| 1             | Morgan Rogers | Middlesbrough | 5    |
| 2             | Cody Gakpo    | Liverpool     | 4    |